# Piranha mắt đỏ
Piranha mắt đỏ, tên khoa học Serrasalmus rhombeus, là một loài cá Piranha của họ Serrasalmidae được tìm thấy ở sông Amazon, Nam Mỹ và lưu vực sông Orinoco, phía bắc và phía đông sông Guiana Shieldvà sông ven biển đông bắc Brazil. Chiều dài của nó lên đến 41,5 cm.

## Hình ảnh

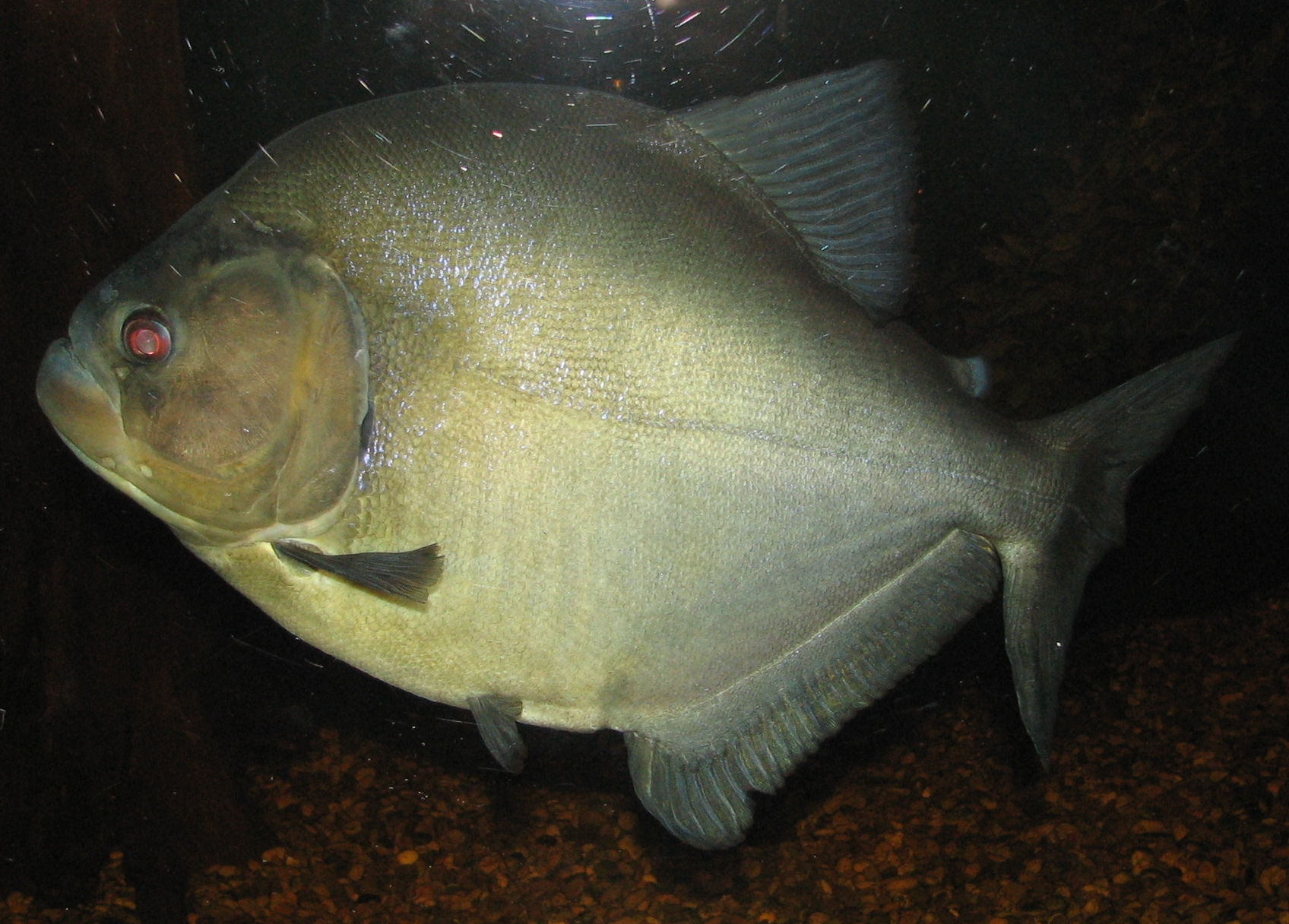
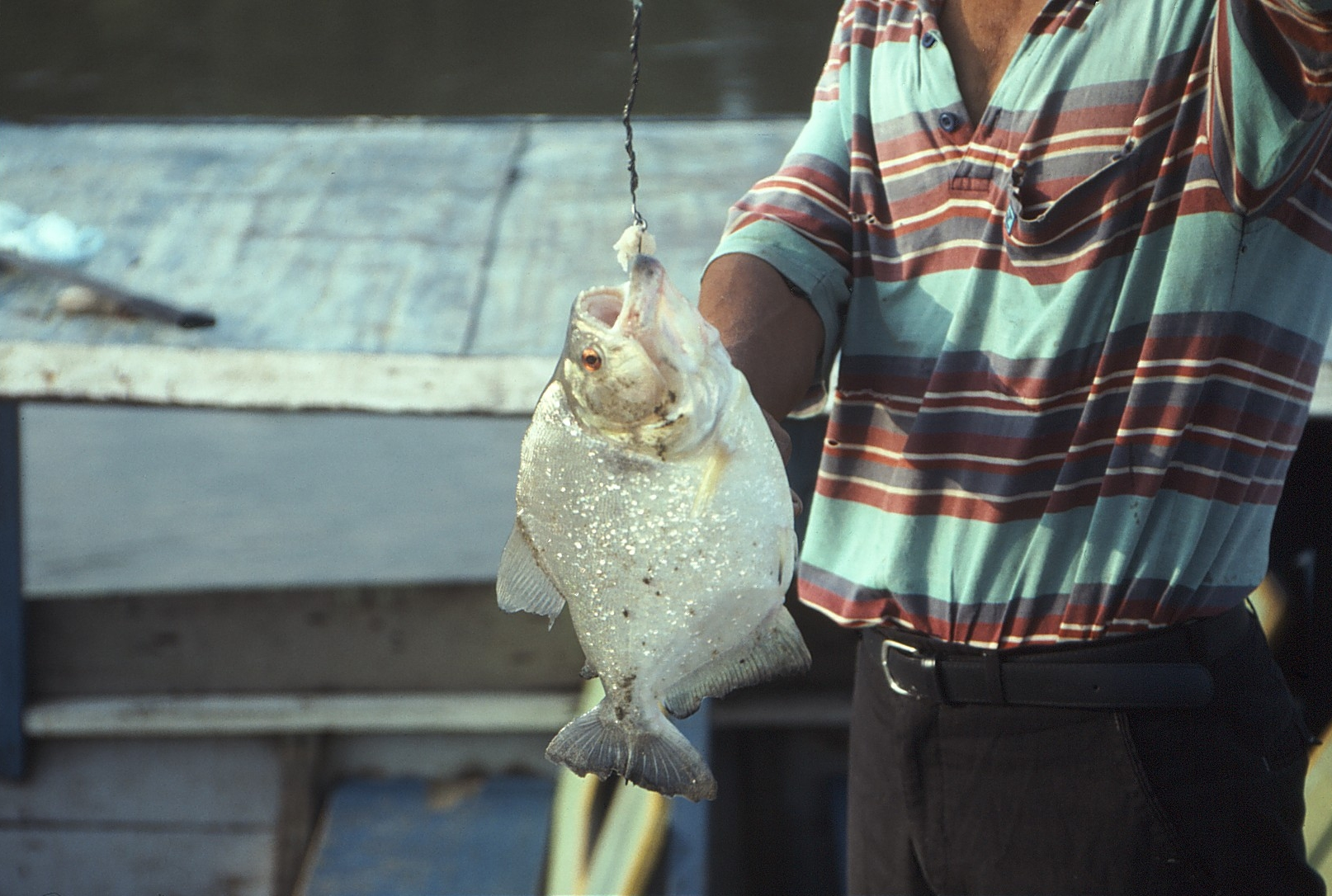
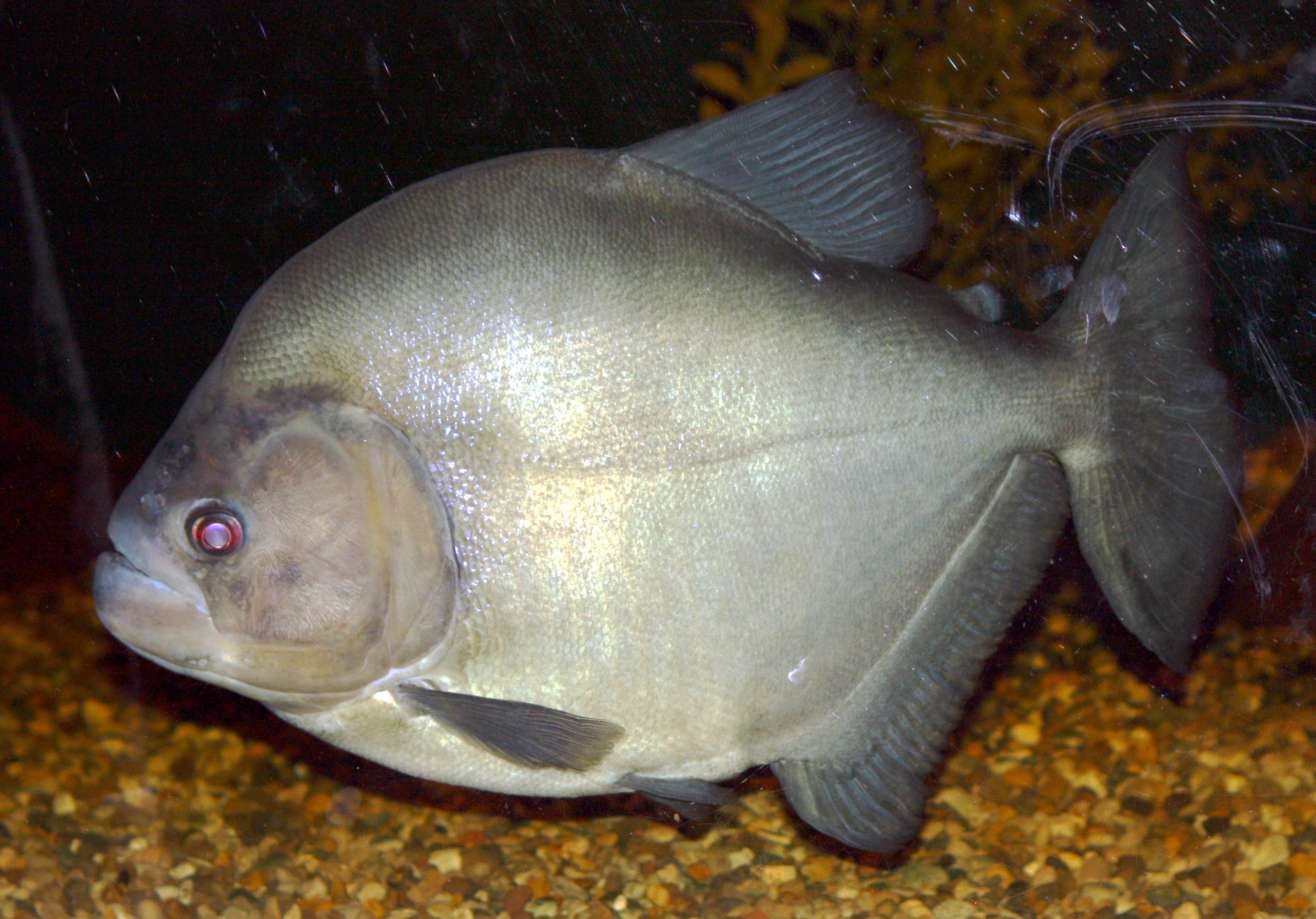
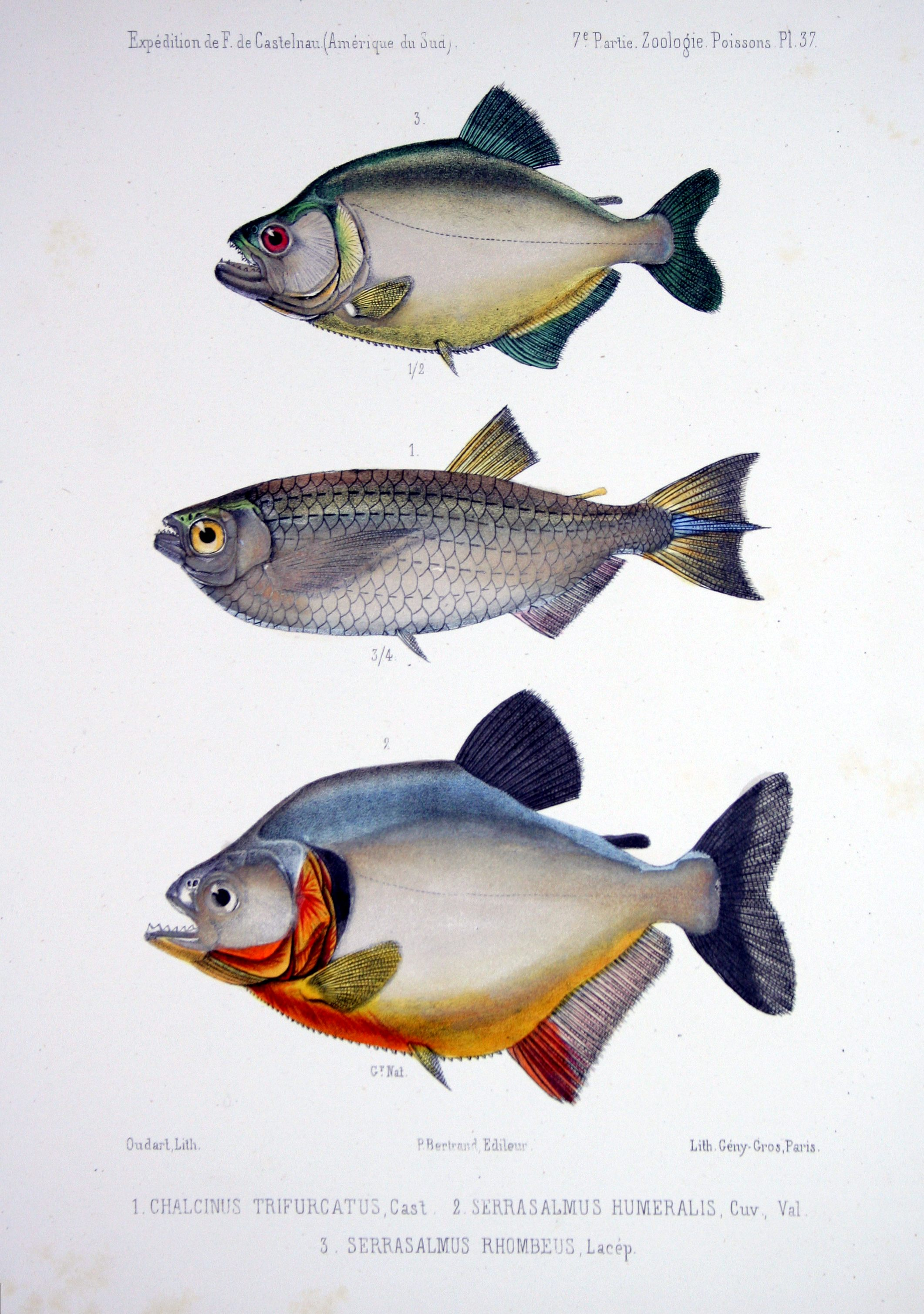